# Reiva Sinszengumi
Reiva Sinszengumi (japánul:  れいわ新選組) egy japán baloldali populista és progresszív politikai párt. A pártot 2019-ben alapította Jamamoto Taró színész, aki politikai pályára lépett.
A párt azután röviddel alakult meg, hogy Ozava Icsiró a Liberális Párt elnöke bejelentette, hogy belépnek a jobbközép Demokratikus Párt a Népértbe. 2019. júliusában a képviselőházi választáson a párt 4%-ot ért el.
A párt magát  megszorítóellenes, berendezkedésellenes, atomenergiaellenes szellemiségűnek írja le. Emellett támogatói az állatok jólétének, fogyatékkal élő személyek jogainak illetve az állam gazdaságba való beavatkozásának.

## Története
A pártot 2019. április 1-én alapította Jamamoto Taró Tokió tanácsosok házi képviselője.

### 2019-es Tanácsos házi választás
A 2019-es tanácsos házi választásokon a párt 2.2 millió szavazattal, a mandátumok 4.55%-át érték el, amivel átlépték a 2%-os bejutási küszöböt. A nyílt pártlistán egy millió szavazat Jamamotó személyének volt köszönhető, a további szavazatok olyan személyek kaptak, mint Funago Jaszuhiko és Kimura Eiko, akik mindketten fogyatékossággal rendelkeznek.

### 2020-as tokiói kormányzóválasztás
A kormányzóválasztáson a párt 10.72%-ot ért el, amivel a harmadik helyen végzett a párt. Javaslatot tett a párt egy készpénzadási program elindításában a koronavírus világjárvány miatt nehéz helyzetbe kerültek megsegítésére.

## Ideológia
A pártalapítást követően, Jamamotó bejelentette, hogy pártjuk a fogyasztási adó eltörlését szorgalmazza. A társasági adót progresszív adóvá tennék és megemelnék az államkötvényeket. Ellenzik a Henoko-öbölhöz tervezett amerikai katonai támaszpont megépítését. Betiltanák az atomenergiát teljesen, a minimum órabért 1.500 yenre emelnék. Fontosnak tartják az ingyenes oktatás, fogyatékosok jogainak, LMBT emberek és az állat jogok védelmét. Bevezetnék a 30 ezer yenes alapjövedelmet, amelyet személyenként értelmeznek, és ott engedélyeznék, ahol 2%-os infláció rátát nem érik el.